# مايكل بيريمان
مايكل بيريمان (بالإنجليزية: Michael Berryman)‏ مواليد 4 سبتمبر 1948 في لوس أنجلوس، هو ممثل أمريكي بدأ مسيرته الفنية سنة 1975.

## الأعمال
- علم عجيب (1985)
- وثيقة سافاج: رجل البرونز
- أحدهم طار فوق عش الوقواق
- الغراب
- دابل دراغون
- منبوذو الشيطان

## روابط خارجية
- مايكل بيريمان على موقع IMDb (الإنجليزية)
- مايكل بيريمان على موقع ألو سيني (الفرنسية)
- مايكل بيريمان على موقع أول موفي (الإنجليزية)
- مايكل بيريمان على موقع قاعدة بيانات الأفلام السويدية (السويدية)
- مايكل بيريمان على موقع إن إن دي بي (الإنجليزية)
- مايكل بيريمان على موقع قاعدة بيانات الفيلم (الإنجليزية)
- مايكل بيريمان على موقع كينوبويسك (الروسية)